# Затундренные крестьяне
Зату́ндренные (зату́ндренские) крестья́не — этнографическая группа русских старожилов, проживавшая вдоль рек Дудинка и Хатанга на Таймырском полуострове (местность Затундра).
Русские поселенцы стали проникать в Пясиду (как в тот период назывался Таймыр) с XVI и в течение XVII века. В основном это были переселенцы из центрального и восточного Поморья. Они стали основой постоянного населения Таймыра, Туруханского края и нижнего течения Ангары. Первые затундренные крестьяне были из посадских и служилых людей, которые поселились там позднее нганасан и энцев, но раньше эвенков и долган.
С течением времени уклад жизни немногочисленных русских жителей внутренних районов Таймыра на Хатанге и Пясине приобрёл черты рационального для этих мест быта эвенков и якутов. Затундренные крестьяне находились под сильным влиянием соседей, часто вступали с ними в браки, восприняли также язык якутов. В результате взаимодействия местных народов с русскими образовался новый субэтнос — затундренные крестьяне, первое документальное упоминание о которых относится к 1610 году.
Основными занятиями затундренных крестьян были охота на пушного зверя, дикого оленя и птицу, рыболовство. Важнейшим источником их дохода был пушной промысел, прежде всего добыча песца с помощью ловушек. Первыми на Таймыре внедрили ездовое собаководство. Хлебопашеством не занимались в силу природных условий. Жили в многочисленных поселениях — «станках» (от слова стан), состоящих обычно из нескольких изб. Их население часто было смешанным: русские, якуты, местные народности. В XIX и начале XX века шёл процесс перехода затундренных крестьян на долганский язык. С начала XVIII века здесь появляются крестьяне-староверы, которые приезжали на Таймыр нелегально. Известен эпизод, когда власти Енисейской губернии, обеспокоенные падением влияния религии в Затундринской волости, ассигновали 6 тысяч рублей для ремонта церкви и постройки домов для священника и дьякона. К XIX веку численность затундренных крестьян резко сократилась из-за эпидемий — вторая половина XVIII века была одной из наиболее холодных в ходе Малого ледникового периода. В XIX веке существовала Затундринская волость.
В результате взаимодействия эвенков, якутов и русских затундренных крестьян в конце XVIII — первой половине XIX веков сложился долганский этнос. Поэтому некоторые исследователи считают затундренных крестьян составной частью или даже основой долганского этноса.
Затундренные крестьяне к концу XX века практически полностью слились с окружающим населением. По данным Всероссийской переписи населения 2002 года к данной группе себя отнесли 8 человек.